# مجزرة عائلة خزيق
مجزرة عائلة خزيق هي مجزرة ارتكبها سلاح الجوّ الإسرائيلي حينما أغارَ على منازل المدنيين في حي الصبرة جنوب مدينة غزة في 15 أغسطس 2024، خلال عملية طوفان الأقصى. تسبّبت هذه المجزرة الإسرائيليّة والتي استهدفت منطقة حيوية مما أدى إلى استشهاد خمسة أشخاص من عائلة خزيق.

## بداية الحدث
في صباح 7 تشرين الأول 2023 قامت حركة المقاومة الاسلامية حماس بإطلاق ما لا يقلُّ عن 3000 صاروخ من قطاع غزة الذي تسيطر عليه حماس باتجاه إسرائيل. بالموازاة مع اختراق حوالي 2500 مسلَّح فلسطيني الحاجز بين غزة وإسرائيل بِشَنِّهِم لهجوم عبر السّيارات رُباعيّة الدّفع والدّراجات النّارية والطّائرات الشّراعيّة وغيرها على البلدات المتاخمة للقطاع، والتي تُعرف باسم غلاف غزة، حيث سيطروا على عددٍ من المواقع العسكريَّة خاصة في سديروت، ووصلوا أوفاكيم، واقتحموا نتيفوت، وخاضوا اشتباكاتٍ عنيفة في المستوطنات الثلاثة وفي مستوطنات أخرى كما أسَرُوا عددًا من الجنود والمواطنين واقتادوهم لغَزَّة فضلًا عن اغتنامِ مجموعةٍ من الآليَّات العسكريَّة الإسرائيليَّة. ردًّا على ذلك، بدأت قوات الاحتلال الاسرائيلي هجومها باستعادة السيطرة على المستوطنات التي سبق لقوات حماس السيطرة عليها، وشنَّت هجمات انتقامية قبل أن تعلن الحرب رسميًا على حماس في اليوم التالي. كما نَفَّذَت غارات جوية على قطاع غزة، وشدَّدت حصارها وشنت واحدة من أكثر حملات القصف دموية وتدميرًا في التاريخ. 

## الضحايا
شهداء مجزرة عائلة خزيق:
1. ناهض أكرم خزيق.
2. نعمة الداية.
3. أحمد ناهض خزيق.
4. نورة ناهض خزيق.
5. الطفلة أسيل ناهض خزيق.